# Mathias Ross
Mathias Ross, né le 15 janvier 2001 à Aalborg au Danemark, est un footballeur danois qui évolue au poste de défenseur central.

## Biographie

### Aalborg BK
Natif de Aalborg au Danemark, Mathias Ross est formé par le club de sa ville natale, l'Aalborg BK. Il joue son premier match en professionnel à seulement 17 ans, le 2 septembre 2019, en entrant en jeu à la place de Jakob Blåbjerg lors d'une rencontre de championnat face au Randers FC (2-2). Il est définitivement intégré à l'équipe première à partir du mois d'octobre de la même année.
Le 27 janvier 2019 Mathias Ross prolonge son contrat jusqu'en juin 2023.
Mathias Ross prolonge à nouveau son contrat le 23 mai 2021. Il signe cette fois un contrat courant jusqu'en juin 2025.

### Galatasaray SK
Le 8 septembre 2022, Mathias Ross rejoint la Turquie pour s'engager en faveur du Galatasaray SK,.
Il joue son premier match le 19 octobre 2022 lors de la rencontre en coupe de Turquie face à Kastamonuspor (victoire 7-0) et par la même occasion il inscrit son premier but.

### NEC Nimègue
Peu utilisé lors de sa première saison à Galatasaray, Mathias Ross est prêté au NEC Nimègue le 21 juillet 2023, pour la durée d'une saison,.
Ross inscrit son premier but pour le NEC Nimègue le 11 novembre 2023, contre le FC Twente. Titulaire, il égalise après l'ouverture du score de Sem Steijn. Les deux équipes se neutralisent ce jour-là (3-3 score final),.

### Sparta Prague
Le 6 juillet 2024, Mathias Ross est de nouveau prêté par Galatasaray, cette fois-ci au Sparta Prague pour une saison avec obligation d'achat selon certaines conditions. Il y retrouve notamment Lars Friis qui était déjà son entraîneur lors de son passage à Aalborg BK,.

### En sélection
Mathias Ross est sélectionné avec l'équipe du Danemark des moins de 17 ans pour participer au championnat d'Europe des moins de 17 ans en 2018. Il joue les trois matchs de son équipe en tant que titulaire et dans leur intégralité, et porte même le brassard de capitaine face à la Belgique. Les jeunes danois ne parviennent pas à sortir de la phase de groupe.
Il est âgé de 17 ans lorsqu'il fait sa première apparition avec les moins de 19 ans, le 7 septembre 2018 face à la Norvège (victoire 2-1 des Danois). Il porte à plusieurs reprises le brassard de capitaine avec cette sélection.
Mathias joue son premier match avec l'équipe du Danemark espoirs le 3 septembre 2021, contre la Grèce. Il entre en jeu à la place de Sebastian Hausner et les deux équipes se neutralisent (1-1 score final).